# Xanadu (Rush)
Xanadu är en låt av Rush och återfinns på albumet A Farewell to Kings, utgivet den 1 september 1977; det är albumets längsta låt. I Rolling Stone valde läsarna "Xanadu" som den sjätte bästa Rush-låten. Den finns med på livealbumen Exit...Stage Left och Different Stages samt på samlingsalbumet Retrospective I.
Rush spelade "Xanadu" live 965 gånger. Den spelades på bandets sista konsert den 1 augusti 2015.